# Curcuma roxburghii
Curcuma roxburghii ist eine erst 2012 beschriebene Art der Gattung Curcuma in der Familie Ingwergewächse (Zingiberaceae). Die Art ist nahe mit Kurkuma und Mangoingwer verwandt, sie ist bislang nur als Endemit des Distrikt Rangamati der Division Chittagong in Bangladesch bekannt.

## Beschreibung
Curcuma roxburghii ist eine ausdauernde und krautige Pflanze, die 1,20 bis 1,50 Meter hoch wird. Die Rhizome sind groß und horizontal verzweigt. Sie sind im Inneren hellgelb und duften leicht nach Kurkuma. Die fünf bis sieben wechselständig und zweireihig angeordneten Laubblätter sind in Blattscheide, Blattstiel und Blattspreite dreigeteilt. Die Blattscheiden sind grün mit einer purpurfarbenen Zeichnung und bilden einen Pseudostamm. Auf die 20 bis 35 Zentimeter langen Blattstiele folgen die einfachen Blattspreiten. Sie sind breit lanzettförmig mit einer Länge von 55 bis 85 und einer Breite von 17 bis 21 Zentimeter. Sie haben eine glatte Oberfläche und sind durchgehend grün.
Am Ende des Pseudostamms befindet sich die ein zylindrischer und ähriger Blütenstand mit 16 bis 19 Zentimeter Länge und fünf Zentimeter Durchmesser. Die zwölf bis 14 Tragblätter sind 3,5 bis 3,8 Zentimeter lang und 2,8 Zentimeter breit, eiförmig, an Basis und Spitze leicht behaart und von hellgrüner Farbe mit purpurnem Rand. Über jedem Tragblatt befinden sich drei bis vier Blüten. Die acht bis elf Hochblätter sind hell purpurfarben mit weißer Basis, annähernd elliptisch mit 6,1 bis 6,5 Zentimeter Länge und 3,3 bis 3,8 Zentimeter Breite. Sie sind am Ende behaart und wirken wie abgeschnitten.
Die Blüten sind zwittrig, zygomorph und dreizählig mit doppelter Blütenhülle. Die Kelchblätter sind weiß und etwa einen Zentimeter lang, mit Behaarung entlang der Nerven. Die drei hellgelben Kronblätter formen eine drei Zentimeter lange Kronröhre. Die drei cremeweißen Kronlappen sind dreieckig mit etwa 12 Millimeter Länge und zehn Millimeter Breite und abgerundeten Enden, der mittlere ist größer und hat ein spitzes Ende. Das Labellum ist spatenförmig mit einem schnabelförmigen Ende, 15 Millimeter lang und 16,5 Millimeter breit, cremeweiß mit einem hellgelben Band in der Mitte. Die Staubblätter haben breite und flache Staubfäden von 4,0 mal 3,5 Millimeter und 3,5 Millimeter lange Staubbeutel mit jeweils zwei etwa 2,5 Millimeter langen basalen Spornen. Der unterständige, dreikammerige Fruchtknoten ist weiß und nur oben behaart, mit einer Größe von 3,5 mal 2,5 Millimeter. Die Blütezeit ist Juli bis August.
Curcuma roxburghii gehört in die gleiche Sektion Masantha wie ihre nahen Verwandten Kurkuma (Curcuma longa) und Mangoingwer (Curcuma amada). Von beiden Arten unterscheidet sie sich durch eine Reihe morphologischer Details: die purpurfarbene Basis der Blattscheiden, die glatten Blattspreiten, die hellgrünen Tragblätter mit purpurfarbenem Rand und den Kurkuma-Duft der Rhizome.

## Verbreitung
Der Typenfundort von Curcuma roxburghii liegt bei Rangapani (22° 58′ 49,1″ N, 92° 3′ 31″ O) etwa zehn Kilometer nördlich des Karnaphuli-Stausees in den Chittagong Hill Tracts, Distrikt Rangamati, Division Chittagong. Dort wurde die Art im Halbschatten an der Flanke eines bewaldeten Hügels auf einer Höhe von etwa 570 Meter über dem Meeresspiegel gefunden. Am Typenfundort wurden nur wenige Populationen nachgewiesen. Der zweite bekannte Fundort ist Ranganai (22° 28′ 30,4″ N, 92° 4′ 54,8″ O), zwischen dem Karnaphuli-Stausee und Chittagong im Distrikt Chittagong.

## Gefährdung und Schutz
Im Rahmen der Erstbeschreibung nahmen die Autoren auch eine Gefährdungseinschätzung auf der Basis der von der IUCN 1994 veröffentlichten und mittlerweile veralteten Kriterien vor. Curcuma roxburghii ist bislang nur in geringer Zahl an zwei Fundorten entdeckt worden. Das kleine Verbreitungsgebiet und die geringe Zahl der Individuen würde nach Ansicht der Autoren eine Einstufung in die aktuelle Kategorie ungefährdet (LC - Least Concern) oder in die Vorwarnliste (NT - Near Threatened) rechtfertigen. Da die Habitatzerstörung die größte Bedrohung der Art darstellt ist der Schutz der Fundorte die wichtigste Maßnahme zu ihrem Erhalt. Darüber hinaus wird die Art im botanischen Garten der University of Chittagong gehalten und vermehrt.

## Systematik
Curcuma roxburghii steht mit Kurkuma, Mangoingwer und einer Reihe weiterer Arten in der Sektion Masantha der Gattung Curcuma. Die Gattung Curcuma ist mit mehr als 120 Arten in den süd- und südostasiatischen Tropen verbreitet, einige Arten werden kultiviert. Die Gattung gehört zur Unterfamilie Zingiberoideae in der  Familie Ingwergewächse (Zingiberaceae).

### Erstbeschreibung
Die Erstbeschreibung erfolgte 2012 durch die bangladeschischen Botaniker Mohammad Atiqur Rahman von der botanischen Fakultät der University of Chittagong und Mohammed Yusuf vom Bangladesh Council of Scientific and Industrial Research in Chittagong. Rahman und Yusuf hatten 1993 für die Flora of Bangladesh eine Reihe von Feldstudien zur vollständigen Erfassung der Ingwergewächse von Bangladesch durchgeführt. Dabei fanden sie drei noch nicht beschriebene Arten, Curcuma roxburghii aus dem Distrikt Rangamati, Division Chittagong, Curcuma wallachii aus dem Distrikt Moulvibazar, Division Sylhet und Curcuma wilcockii aus dem Distrikt Tangail, Division Dhaka, deren Rhizome sie im botanischen Garten der University of Chittagong anpflanzten. Der Holotyp ist ein im Juli 1993 von den Autoren der Erstbeschreibung am Typenfundort gesammeltes Exemplar. Er befindet sich in der Sammlung des Bangladesh Council of Scientific and Industrial Research in Chittagong. Mit dem Artnamen roxburghii wird der schottische Arzt und Botaniker William Roxburgh als Begründer der indischen Botanik und als Sammler und Erforscher der bengalischen Flora geehrt.